# 福華街實用中學
福華街實用中學，是香港一所已停辦的官立工業中學。

## 歷史

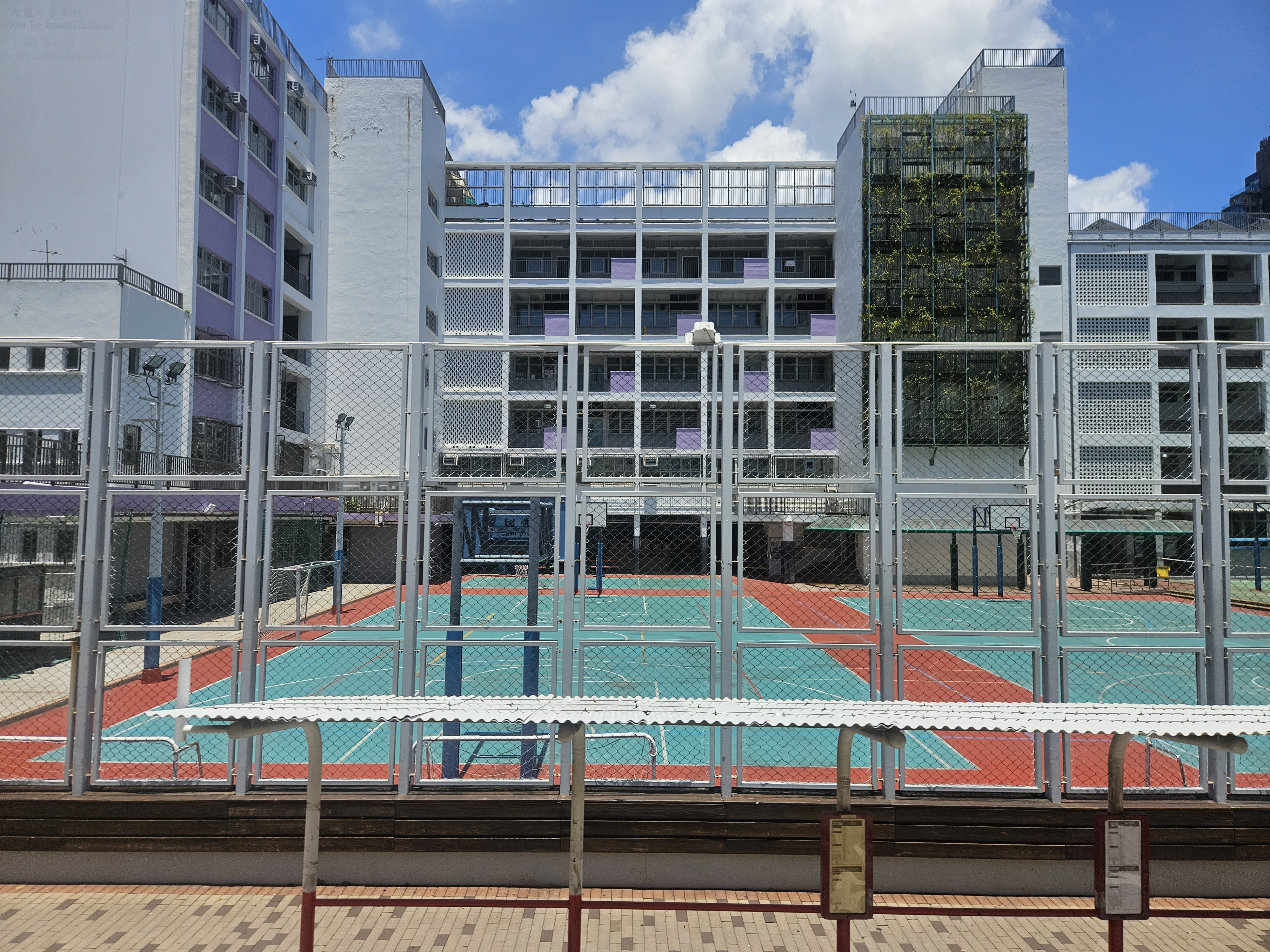
福華街實用中學舊址

福華街實用中學於1960年創校，建校經費來自世界難民年基金，初時，即1960年9月至1961年借用巴富街喇沙書院木屋（La Salle College Wooden Buildings）上課，分上午和下午班，各開設中一8班。校長為譚吉利先生（Mr. Kelly Thumb）。
1961年福華街實用中學校舍落成，校舍位於香港九龍深水埗長沙灣道334號，由於該校舍為美國政府捐贈予香港作為對1959年世界難民年的捐獻，因此由美國駐港領事主持啟用禮。1961年7月31日福華街實用中學正式遷入，同年9月開始上課。上午班校長為譚吉利先生，下午班校長為唐天德先生。同年9月11日九龍工業學校創校，初期借用福華街實用中學部分校舍上課，合共開設6班全日制中一，共有213名學生，直至翌年毗鄰的九龍工業學校校舍落成。
1963年巴富街官立中學（現時的何文田官立中學）向福華街實用中學借用部分校舍作為初中部校舍，直至翌年位於巴富街8號的巴富街官立中學校舍落成。
1964年福華街實用中學被合併到九龍工業學校。合併後合共50班學生，教師86人。
現時九龍工業學校的初中部為當年福華街實用中學的校址。

## 著名教師
- 藍鴻震：前民政事務局局長

## 著名／傑出校友
- 鄭海泉（1963年中三）：香港銀行家[4]
- 老興忠（1963年中三）：前香港差餉物業估價署署長[5]
- 倪亦靖（1963年中三）：新加坡華人教授，國際機械工程和製造業領域著名專家[6]
- 鄭經翰：前香港電台政論節目主持及前香港立法會議員[7][8]
- 羅煌楓（1963年中三）：伽瑪物流集團創辦人[9]